# Marcos Álvarez
Marcos Álvarez (Gelnhausen, Alemania, 30 de septiembre de 1991) es un futbolista alemán que juega como delantero en el TuS Bersenbrück de la Niedersachsenliga alemana. Es sobrino del exfutbolista y entrenador español Antonio Álvarez Giráldez.
Hijo de inmigrantes españoles e italianos, nació en Gelnhausen. Su abuelo, Rafael, emigró con su familia a Frankfurt. Había jugado en el Jerez Industrial. Dos de ellos, Juan y Antonio, regresaron a España para jugar en el Sevilla. Julio, padre de Marcos, jugó en el FSV Frankfurt. Su abuelo materno, el veneciano Umberto Brugnera fue también jugador profesional. Además, su tío, Gianni Brugnera también jugó para varios equipos profesionales en Italia y hoy día es el director técnico del Club Fraigcomar, en San Juan, Puerto Rico.

## Trayectoria
Comenzó jugando en la cantera del Kickers Offenbach desde el 2005 al 2007, año en que pasó a la cantera del Eintracht Fráncfort. Gracias a sus 10 goles en 12 partidos con el filial llegó a debutar en la Bundesliga con el primer equipo en el 2010.
En 2011 el Bayern de Múnich II incorporó al delantero. Tras su paso por el filial muniqués volvió al Eintracht. Fichó en la 20212-13 por el Stuttgarter Kickers de la 3. Liga con el que jugó 49 partidos en los que marcó cuatro goles y dio cinco asistencias.
En la temporada 2014-15 fichó por dos años con el VfL Osnabrück. En el mercado invernal de la 2016-17 fichó por el Dynamo Dresden de la 2. Bundesliga.
En la temporada 2017-18 volvió a jugar con el Osnabrück con el que logró el ascenso a la 2. Bundesliga en 2018-19 además de ser el máximo goleador de la categoría esa misma temporada. Abandonó el club en la temporada 2020-21. En sus dos etapas en el club jugó un total de 171 partidos, marcó 51 goles y dio 30 asistencias.
En la temporada 2020-21 puso rumbo a Polonia para fichar por el KS Cracovia de la Ekstraklasa.
En el mercado invernal de la temporada 2022-23 vuelve al futbol alemán de la mano del SV Meppen.
Tras su paso por el Meppen fichó por el Kickers Offenbach.

## Selección nacional
Ha sido internacional con la selección alemana sub-16, sub-17, sub-19 y  sub-20.

## Clubes
| Club                   | País     | Año       |
| ---------------------- | -------- | --------- |
| Eintracht Fráncfort II | Alemania | 2008-2009 |
| Eintracht Fráncfort    | Alemania | 2009-2010 |
| Bayern de Múnich II    | Alemania | 2010-2011 |
| Eintracht Fráncfort II | Alemania | 2011-2012 |
| Stuttgarter Kickers    | Alemania | 2012-2014 |
| VfL Osnabrück          | Alemania | 2014-2016 |
| Dinamo Dresde          | Alemania | 2016-2017 |
| VfL Osnabrück          | Alemania | 2017-2020 |
| KS Cracovia            | Polonia  | 2020-2023 |
| SV Meppen              | Alemania | 2023      |
| Kickers Offenbach      | Alemania | 2023-2024 |
| TuS Bersenbrück        | Alemania | 2024-     |

## Palmarés

### Títulos nacionales
| Título               | Club          | País     | Año     |
| -------------------- | ------------- | -------- | ------- |
| Copa de Baja Sajonia | VfL Osnabrück | Alemania | 2015    |
| 3. Liga              | VfL Osnabrück | Alemania | 2018-19 |
| Supercopa de Polonia | KS Cracovia   | Polonia  | 2020    |